# Юмагузино (Стерлибашевский район)
Юмагу́зино (баш. Йомағужа) — деревня в Стерлибашевском районе Республики Башкортостан Российской Федерации. Входит в состав Куганакбашевского сельсовета.

## География

### Географическое положение
Расстояние до:
- районного центра (Стерлибашево): 20 км,
- центра сельсовета (Куганакбаш): 6 км,
- ближайшей ж/д станции (Стерлитамак): 60 км.

## Население
| 2002 | 2009 | 2010 |
| ---- | ---- | ---- |
| 187  | ↘176 | ↘164 |

Национальный состав
Согласно переписи 2002 года преобладающая национальность — башкиры (78 %).

## Известные уроженцы
- Ахметов, Абдулла Шангареевич — участник Великой Отечественной войны, Герой Советского Союза.